# Instrumentación de medida y observación de la retina

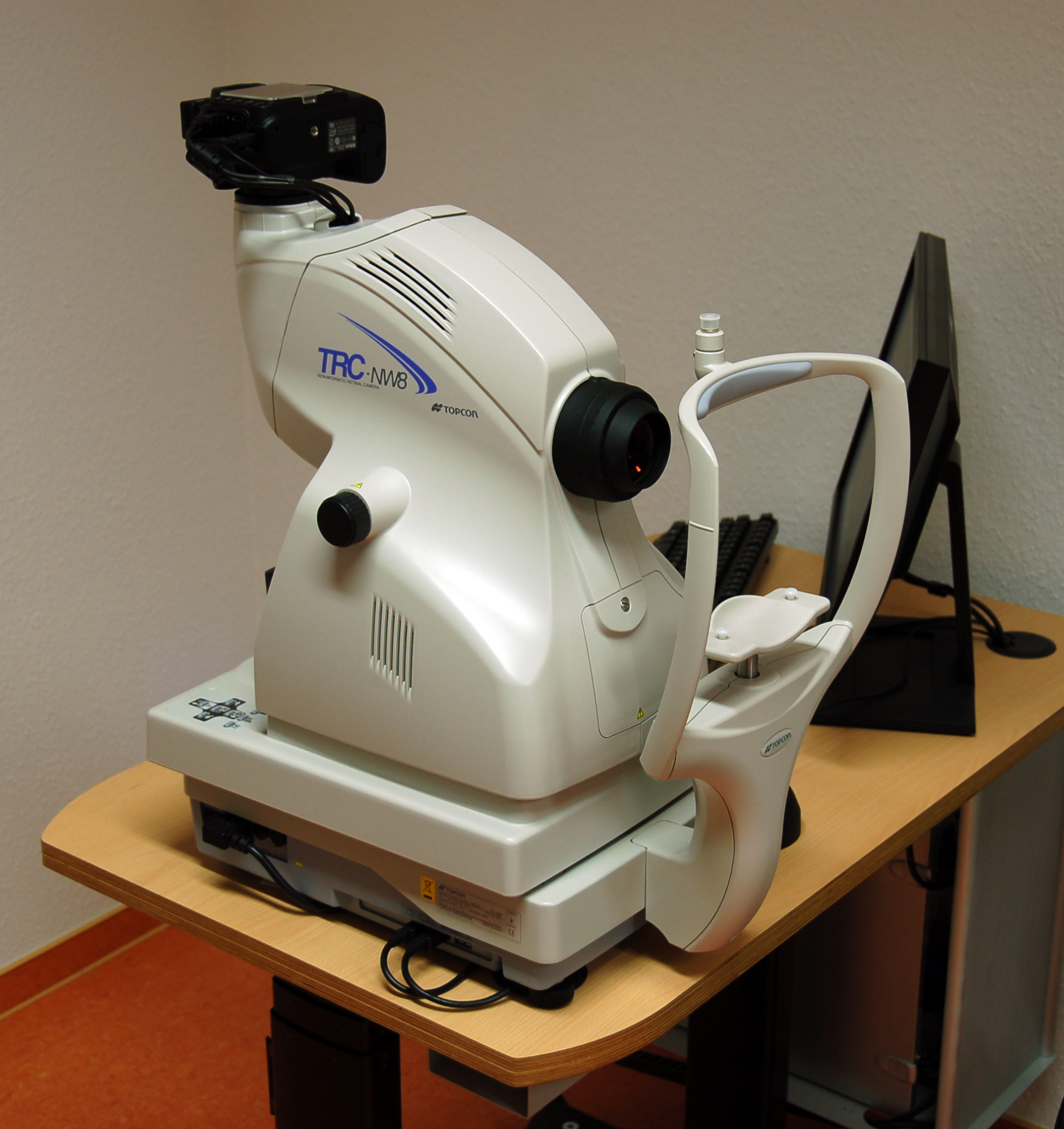
Retinógrafo. Obtiene imágenes del fondo de ojo.

Los Instrumentos de medida y observación de la retina cubren la necesidad de medir y examinar la retina, la capa más interna del globo ocular, encargada de transformar la luz que recibe en un impulso nervioso que viaja hasta el cerebro a través del nervio óptico. entre estos instrumentos se encuentran el oftalmoscopio directo o indirecto, el retinógrafo, el OCT, el HRT o el GDx; fueron creados y se han desarrollado a lo largo de los años.

## Oftalmoscopio
La oftalmoscopia, es uno de los exámenes más valiosos, debido a que puede detectar las etapas y efectos iniciales de muchas enfermedades graves. Además de las enfermedades oculares específicas, la oftalmoscopia puede detectar enfermedades cardiovasculares (especialmente hipertensión arterial), enfermedad cerebral y diabetes. La oftalmoscopia nos da la posibilidad de estudiar las estructuras vasculares y nerviosas del ojo.
El oftalmoscopio permite inspeccionar la retina utilizando una fuente luminosa dirigida al interior del ojo del paciente mediante un espejo ajustable, con lo cual la luz reflejada focaliza mediante una lente de condensación, para formar una imagen. Con este método no invasivo, puede visualizar su estructura nerviosa y la estructura de sus vasos sanguíneos. 
Para situaciones más específicas, también podemos utilizar otras herramientas de exploración, incluidos los oftalmoscopios binoculares indirectos y diferentes técnicas que pueden evaluar las diferentes estructuras. 
Debido a los datos que proporciona y su simplicidad, el uso de oftalmoscopios de imagen directa para examinar la retina lo convierte en un método útil para la práctica diaria, pese a que se necesite de experiencia y en algunos casos dilatar el ojo del paciente.

### Historia de la oftalmoscopia
Antes de la invención del oftalmoscopio, el único modo de reconocer anomalías del fondo del ojo era a través de la observación de las variaciones en la pupila del paciente.
La invención del oftalmoscopio se atribuye al matemático británico Babbage, quien en 1847 fabricó una herramienta capaz de observar el fondo del ojo. Pero tres años más tarde, en 1850, Hermann von Helmholz presentó el instrumento a la comunidad médica de Berlín. La aparición del término oftalmoscopio aparece en Inglaterra tres años después (1853).
El oftalmoscopio de Helmholtz está compuesto por tres cristales y la luz externa es reflejada por el instrumento hacia el interior del ojo del paciente. Se coloca una lente entre el ojo del observador y el oftalmoscopio para obtener una imagen más enfocada. Continuo la fabricación de otros modelos, pero no fue hasta 1852 que Route y Rekoss realizaron diseños importantes. Con el nuevo diseño de Route era posible ver una porción más grande del fondo del ojo, aunque la imagen se veía invertida. Además, añadió un espejo cóncavo y una lente convergente (entre el oftalmoscopio y el paciente) para así aumentar la cantidad de luz. Rekoss, por su parte, diseña un oftalmoscopio con dos discos móviles con lentes que permitían un enfoque más fácil.
Tras estos avances, se desarrollaron dos tipos de oftalmoscopios: 
- Directo: proporciona una imagen recta, virtual y de gran tamaño de la retina del ojo en observación y no requiere el uso de una lente intermedia.
- Indirecto: aquel en el que se coloca una lente entre el foco luminoso y el ojo del observador, que produce una imagen invertida y da la posición real de los elementos anatómicos. La ventaja que presenta frente al directo es que presenta un campo de visualización más amplio, aunque la imagen sea más pequeña.

En 1853, Coccius inventó una herramienta que combinaba el oftalmoscopio diseñado por Helmholz y Ruete, que se puede utilizar como oftalmoscopio directo o como oftalmoscopio indirecto.
Destacar algunos avances importantes: Giraud-Teulon en 1861 inventó el primer oftalmoscopio binocular indirecto. Por otro lado, Adams desarrolló en 1893 el primer oftalmoscopio monocular indirecto que se sostenía a través de una cinta que se sujetaba a la cabeza, con lo que, a diferencia de los anteriores instrumentos, quedaba libre la mano del observador. Por último, cabe mencionar que Dennett en 1885 diseñó el primer oftalmoscopio eléctrico. Este último avance fue un hallazgo sumamente importante, ya que ha servido de base para los oftalmoscopios modernos.

### Tipos de oftalmoscopios

#### Oftalmoscopio directo
Este instrumento cuenta con un cabezal que conforma el sistema óptico del aparato. En su interior encontramos:
Las lentes esféricas de diferente poder dióptrico para poder enfocar estructuras oculares. Las lentes están introducidas dentro de un disco que gira en el sentido de las agujas del reloj (negro=lentes convergentes, rojo=lentes divergentes) que nos permiten compensar la ametropía del paciente y el examinador. Las lentes interpuestas van desde -35D (rojo) hasta +40 (negro).
Aparte del sistema de lentes encontramos un selector de diafragma que nos permite utilizar una apertura más grande para la observación de pupilas dilatadas o una más pequeña para la observación de pupilas sin dilatar. 
También dispone de una apertura de fijación para el diagnóstico de fijaciones excéntricas y para situar lesiones maculares y una de hendidura para la observación de diferencias de nivel. 
Por último, también consta de un juego de filtros de color verde para destacar las estructuras vasculares y las fibras nerviosas y un filtro azul cobalto para resaltar las erosiones o úlceras corneales teñidas con fluoresceína.

##### Procedimiento de observación
El examen debe realizarse en una sala con iluminación disminuida, el observador (ya sea óptico o oftalmólogo) debe colocarse a unos 15 cm del paciente y observar el reflejo rojo del fondo y acercarse al paciente, sin perder dicho reflejo hasta unos 2-3 cm. Se utilizan las lentes para enfocar la retina y obtener una imagen más nítida (siempre tener en cuenta el ajuste a la refracción del examinador y del paciente). El paciente debe mantener la vista al frente a un punto fijo lejano (normalmente se le pide al paciente que mire una letra del optotipo o se proyecta un punto sobre la pantalla) para que el examinador pueda realizar el examen correctamente .

#### Oftalmoscopio indirecto
La oftalmoscopia indirecta consiste en la proyección de una imagen intermedia o aérea, que es la que observa el examinador. Estos pueden ser monoculares o binoculares de tipo manual o conectados con una cinta en la cabeza, empleado habitualmente una lente separada próxima al ojo del sujeto. Este instrumento proyecta una imagen invertida, a menos que se utilice un sistema separado de lentes para su corrección. Su principal utilidad reside en la apreciación extensiva de lesiones y su relación o ubicación en la retina. 
Para realizar la observación el observador se sitúa entre unos 50 cm o 60 cm del paciente y coloca una lente convexa de más o menos potencia según el aumento deseado. Las lentes de mayor poder dióptrico permiten observar un área mayor con menor aumento. 
Las principales ventajas del oftalmoscopio son su binocularidad (normalmente), la visión en relieve que este proporciona y el campo de exploración es mayor y por lo tanto una mejor imagen del conjunto. Esta técnica también permite la exploración del fondo de ojo con medios poco transparentes.
Las principales desventajas de este sistema de exploración de la retina son su aprendizaje costoso, en comparación con el oftalmoscopio directo, la dificultad al interpretar las imágenes invertidas y la utilización de una amplia midriasis para poder realizar una correcta exploración. Debido al uso de midriáticos y el uso de una iluminación potente produce al paciente una fuerte fotofobia.

##### Procedimiento de observación
El instrumento se coloca en la cabeza del observador, envía una luz muy potente que hace coincidir, a través de dos miras con prismas interpuestos, con el eje de mirada. Previamente el observador deberá de haber ajustado el instrumento para poder fusionar bien las imágenes y esta poder ser vista en estereopsis. 
El paciente ha de estar acostado o sentado en una posición semi inclinada para facilitar la observación. Se puede aplicar alguna presión al globo ocular con un pequeño instrumento y se solicita al paciente que mire en diferentes direcciones para poder apreciar zonas extremas de la retina. 

#### Observación del fondo de ojo mediante biomicroscopía
Para observar el fondo de ojo también se puede utilizar lentes de oftalmoscopia indirecta con el biomicroscopio.
Esta técnica facilita la visualización del fondo ocular en estereopsis, lo que es de enorme utilidad a la hora de valorar la excavación de la papila. Además, es el mejor método para observar el fondo de ojo con cataratas.
Las lentes que se utilizan con más frecuencia son:
- Lente Hruby: Lente planocóncava. Se obtiene una imagen directa y magnificada.
- Lentes positivas de doble asfericidad: Volk, Nikon y oculus. Potencias de +78, +90 (para trabajar con pupilas pequeñas).
- Procedimiento de observación

Para llevar a cabo un buen examen es preferible reducir la luz ambiental al mínimo, de esta forma se consigue una pupila de mayor tamaño. La fuente de iluminación y de observación del biomicroscopio debe estar alineadas y de frente al ojo del paciente que se examina, la luz ha de incidir perpendicular a la córnea. 
La intensidad será la mínima que nos permita la observación del fondo. El haz de luz ha de ser aproximadamente de 2 mm de ancho y 7 mm de alto. 
A continuación centraremos el haz de luz en la pupila y mover el instrumento hacia atrás (alejándose del paciente). Después colocaremos la lente delante del ojo del paciente a 1cm. Al colocar la lente se ha de observar por fuera de la lámpara y comprobar que la luz está centrada en la pupila después de pasar por la lente. 
El siguiente paso será observar a través de la lámpara de hendidura, primero con pocos aumentos. La lámpara se acerca hacia la lente, en el centro se ve la imagen invertida del ojo, nos acercamos más y se observa una franja de luz roja que normalmente queda hacia un lado, esta es la imagen de la retina que se ha de enfocar y centrar. Conseguida la imagen enfo cada de la retina, se ha de mover la lámpara suavemente a la izquierda, derecha, arriba y abajo para explorar las distintas estructuras. Se pueden aumentar los aumentos de la lámpara para ver con más detalle pero entonces lo que tendremos será menos campo.
Una vez que tenemos enfocada la retina primero examinaremos la cabeza del nervio óptico, seguido de la arcada superior e inferior y por último la mácula. Cuidado con la intensidad de luz del biomicroscopio, ya que mucha intensidad podría provocar una fuerte fotofobia.
Esta técnica también nos permite examinar las partes de la periferia de la retina pidiendo al paciente que mueva un poco el ojo hacia arriba, abajo, derecha o izquierda.
Si en algún momento de la observación se pierde la imagen, se ha de quitar la lente y empezar desde el principio. Esto puede ocurrir porque el paciente mueva los ojos o bien porque se ha desalineado el biomicroscopio.

## Retinógrafo
Es un instrumento que se utiliza para tomar una fotografía del fondo de ojo del paciente y permitir su almacenamiento en un ordenador. Normalmente la retinografía es un procedimiento no invasivo e indoloro que permite una imagen exacta de la retina, la papila y los vasos sanguíneos. Los retinógrafos pueden ser midriáticos, aunque en la actualidad, los más utilizados son los no midriáticos que permiten obtener imágenes del fondo de ojo sin necesidad de la utilización de midriáticos, siendo más cómodo para el paciente y permitiendo la adquisición de retinografías en aquellos que presenten diámetros pupilares más pequeños.
Las retinografías se emplean, fundamentalmente, para la detección de la retinopatía hipertensiva y la AMD, pero sobre todo, la retinografía es el método comúnmente aceptado para la observación de la retinopatía diabética.
Los retinógrafos actuales permiten la captura de imágenes retinianas de forma estereoscópica o no estereoscópica, llegando a abarcar un rango de 60° y que incluso con ayuda de lentes de gran angular puede capturar hasta 200° de la retina (retinógrafos de campo ultra amplio).
Por lo tanto, las principales ventajas que presenta el retinógrafo es que nos permite la detección precoz de patologías, la posibilidad de disponer de un amplio archivo de imágenes que permita valorar la evolución de las lesiones y una mayor rapidez a la hora de realizar la exploración.

### Historia del retinógrafo
Al mismo tiempo que se desarrollaba el oftalmoscopio, comenzó la invención de la fotografía. En 1826, Nicephore Niepce, consiguió una imagen tras una exposición permanente. Con el paso de los años la fotografía se fue desarrollando y los procesos de fotosensibilidad y tiempo de exposición fueron mejorando, permitiendo de esta manera que con estas mejoras su uso en la medicina fuera útil. En 1853, Van Trigt publicó las primeras imágenes de la retina capturadas a través de una cámara fotográfica acoplada a una lámpara de hendidura.
Otros avances a destacar son los de Gerhoff y Dimer. En 1891, Gerhoff utilizó pólvora para iluminar una fotografía de baja magnificación del fondo del ojo. Por su parte, Dimer obtiene fotografías de gran calidad en blanco y negro utilizando iluminación por arco de carbón. En 1907, publicó el primer atlas de fotografías del fondo de ojo.
En 1910, Gulllstrand ideó un oftalmoscopio directo que conseguía evitar las reflexiones que provoca la córnea. En 1925, Noderson introduce una cámara en el modelo de Gullstrand. La compañía Zeiss comercializó el diseño de Noderson siendo la primera cámara de fondo de ojo disponible en el mercado en 1926. Este modelo presentaba un problema debido a la necesidad de un elevado tiempo de exposición y a la baja sensibilidad de las películas fotográficas.
Edgerton desarrolló una lámpara de tipo flash en 1946, y en 1949 Rizzutti introdujo su uso en la oftalmología, pero fueron Ogle y Rucker, en 1953, quienes lo incorporaron este nuevo sistema en el retinógrafo. La lámpara de tipo flash ayudaba a reducir el tiempo de exposición, ya que los movimientos oculares del paciente apenas influían.
En 1964 Lee Allen publicó un artículo que contribuyó en la mejora del retinógrafo, ya que se dio cuenta de que en el modelo de Zeiss (basado en las ideas de Ogle y Rucker) había problemas con la alineación y adquisición de imágenes de la retina. Esta mejora consistía en una máscara conocida como “allen dot”, que conseguía que la alineación con el paciente provocase menos reflexiones corneales y mejorando así, la obtención de la imagen retiniana.
El mismo Lee Allen aplicó su experiencia en percepción tridimensional a las técnicas de fotografía estéreo del fondo de ojo. El uso de esta técnica se remonta a 1909, pero no fue hasta la década de los 60 que la fotografía de fondo de ojo en estéreo se volvió ampliamente utilizada después de que Lee Allen extrapolara la técnica. Dicha técnica consiste en desplazar lateralmente la cámara del fondo del ojo unos milímetros entre fotografías secuenciales hace que el haz de luz de la cámara del fondo de ojo caiga en pendientes opuestas de la córnea. El paralaje resultante inducido por la córnea crea un efecto hiperestereoscópico que es evidente cuando el par secuencial de las fotografías se ven juntas. Esta técnica es particularmente útil para identificar la ubicación anatómica de los hallazgos patológicos en las imágenes retinianas. Esta técnica a la que llamó paralaje inducido por la córnea la incluyó en su artículo de 1964.
Desde entonces se han ido incorporando mejoras de foco, zoom e iluminación, llegando a introducir mecanismos digitales en la década de los 90, favoreciendo la velocidad en la adquisición de las imágenes y en el almacenamiento de datos.
Este desarrollo progresivo de la retinografía incorporando nuevas tecnologías y técnicas hacen que la importancia de esta sea primordial para el diagnóstico inmediato de enfermedades de la retina.

### Retinógrafos actuales
Actualmente diferenciamos entre dos tipos de retinógrafos: Retinógrafos midriáticos y no midriáticos.

#### Retinógrafos midriáticos
Para llevar a cabo una fotografía con este tipo de retinógrafo hace falta instilar unas gotas de algún fármaco midriático en los ojos del paciente para favorecer la realización del examen. Debido a la utilización de estos fármacos es necesaria la presencia de un oftalmólogo en la prueba. Desde el punto de vista del paciente, existen algunas desventajas como picor, escozor, fotofobia, dolor de cabeza o visión doble o borrosa; que puede durar entre 4 y 24h dependiendo del fármaco. Este tipo de retinografía permite una captura estereoscópica y la visualización de la retina periférica en sus fotografías.

#### Retinógrafos no midriáticos
El uso de estos retinógrafos se ha convertido en la práctica habitual, ya que no es necesario el uso de fármacos y se realiza por lo tanto de manera no invasiva. El hecho de que no sea necesario el uso de fármacos implica que se puede realizar la prueba sin la presencia de un oftalmólogo.
Los retinógrafos no midriáticos proporcionan fotografías con un color auténtico, una alta definición de la imagen y un campo amplio. Además, algunos presentan la posibilidad de obtener imágenes en color real o imágenes de autofluorescencia del fondo (imágenes azules, verdes o infrarrojas). La mayoría de los retinógrafos están automatizados, es decir, constan de un sistema de seguimiento, enfoque y disparo de la fotografía automáticos.
Actualmente, la gran mayoría de los retinógrafos son fijos, es decir, que tienen su lugar sobre una mesa y no se pueden mover. El uso de retinógrafos portátiles todavía no es muy común pero claramente presentan grandes ventajas, ya que permiten tomar fotos con rapidez, son muy ligeros y no es necesario el uso de midriáticos. Las imágenes que se realizan con los retinógrafos portátiles son exportadas vía wifi a otros dispositivos, aunque hay algunos que tienen incorporado un software para la visualización de las retinografías y así poder realizar el análisis de estas. Es un instrumento muy útil con los niños, personas mayores o personas con movilidad reducida.

#### Retinógrafos con “Scanning Laser Ophthalmoscope” (SLO)
La tecnología de barrido láser consiste en la proyección de estímulos mediante un láser verde (532 nm) y otro infrarrojo (785 nm) simultáneo. El funcionamiento consiste en un haz de luz láser que se proyecta sobre la retina. El SLO es capaz de capturar imágenes fotográficas o en video con un rango muy bajo de iluminación. Esto permite una pequeña resolución de 20 µm o menor, con solo 0,9 µm de diámetro de entrada en la pupila en el examen, mientras que el resto es la zona de salida de la emisión. La luz reflejada es detectada que posteriormente se forma una imagen proyectada en un monitor. El barrido retiniano se consigue mediante unos espejos que hacen que el haz de luz láser se desplace por la retina.  Dependiendo del tipo de longitud de onda que se utilice es posible observar diferentes estructuras, por ejemplo, si se utiliza una longitud de onda corta (532 nm) se puede observar con una alta resolución los vasos sanguíneos y la capa de fibras nerviosas. Por otro parte, si se utiliza una longitud de onda larga (785 nm) permite fotografiar las estructuras más profundas como drusas o vasos coroideos.

### Filtros
La fotografía de fondo de ojo con los diferentes filtros permite capturar distintas capas de la retina y coroides. Esta se basa en tres principios fundamentales:
- Las fotografías ofrecen mejores resultados en blanco y negro. Esto se debe a que al ser en blanco y negro obtienen un mayor contraste a nivel vascular.
- Los filtros monocromáticos aclaran las estructuras de su mismo color y oscurecen los objetos del color complementario. Este principio sucede cuando se utilizan imágenes en blanco y negro.
- La luz de diferente longitud de onda penetra a diferentes niveles de la retina según la longitud de onda. Las longitudes de onda más cortas (azul) penetran menos en la retina y las longitudes de onda más largas (rojo) penetran más.
- Los filtros que podemos encontrar en un retinógrafo:
- Filtro rojo (630 - 640 nm): Es el filtro de onda larga capaz de penetrar la retina y la coroides. Resalta principalmente detalles coroideos, especialmente lesiones pigmentadas, tumores y vascularización coroidea. Se enfoca primero en los vasos retinianos y a continuación se baja hasta enfocar la coroides. Es el filtro menos utilizado debido a que las imágenes que se obtienen están desdibujadas y poco contrastadas.
- Filtro verde (540 - 575 nm): Es el filtro de onda media. Este filtro permite resaltar la vascularización retiniana y sus alteraciones. Para una correcta aplicación del filtro se deben enfocar los vasos retinianos. Por lo tanto, el filtro verde permite observar si la vascularización retiniana es normal o presenta alguna patología como pueden ser drusas de papila o una macroaneurisma con hemorragias.
- Filtro azul (490nm): Es el filtro de longitud de onda más corta, por lo tanto, es el que penetra menos en la retina. Este filtro permite destacar las fibras nerviosas y la interfase vitreorretiniana. Se debe enfocar primero los vasos de la retina y después mover ligeramente el enfoque hacia el vítreo. Entre las patologías o lesiones que se pueden observar con este filtro son por ejemplo vasculitis con membrana epirretiniana o el seguimiento de la evolución del glaucoma.
- Autofluorescencia (filtro excitador + filtro barrera): La autofluorescencia es la capacidad de los tejidos de emitir luz en un rango de 520 - 530 nm cuando utilizamos el filtro excitador (490 nm) y barrera (525 nm), en ausencia de fluoresceína. Se utiliza principalmente para la detección y seguimiento de pacientes con enfermedades maculares o retinianas.

### Angiografía fluoresceínica (AGF)
La angiografía es una prueba que permite visualizar los vasos sanguíneos de la retina de una manera más precisa. Para poder realizar este examen es necesario el uso de un retinógrafo y un filtro especial para poder obtener las imágenes. La principal diferencia entre la retinografía y la angiografía está en que en la segunda se debe inyectar una sustancia de contraste en el sistema circulatorio del paciente (normalmente en el brazo) para poder obtener la imagen y también es necesario, normalmente, el uso de gotas dilatadoras, por lo tanto, se trata de una prueba invasiva. Gracias a la fluorescencia de la sustancia inyectada se puede observar la forma, grosor y trazado de los vasos sanguíneos de la retina. Otra manera de administrar el colorante al paciente sería por medio de la ingesta de cápsulas con fluoresceína unos 30-45 min antes de la prueba, a diferencia de la inyección que se realiza minutos antes de la prueba.
Se utilizan principalmente dos tipos de contrastes: La fluoresceína sódica, que se utiliza principalmente para el estudio de la circulación retiniana y el verde indocianina, que se utiliza para analizar la circulación coroidea. Existe la posibilidad de administrar ambos contrastes y hacer un seguimiento simultáneo de ambos. La prueba no tiene ningún riesgo a excepción de que el paciente sea alérgico al contraste utilizado, la persona a la que se le realice la prueba este embarazada o se esté tomando algún medicamento que pueda hacer reacción. En algunos casos también el paciente puede llegar a experimentar náuseas, sensación de picor de garganta o de sabor raro. Otras reacciones más adversas debido a la administración del contraste podrían ser alteración del ritmo cardíaco, dificultad al respirar o shock anafiláctico. Si el paciente utiliza lentes de contacto deberá retirarlas antes de la prueba.
Esta prueba permite ver si hay alguna obstrucción en los vasos sanguíneos de la retina o si hay formas o trazados anormales. También se utiliza para el diagnóstico de algunas enfermedades oculares como pueden ser la degeneración macular o el desprendimiento de retina.

#### Historia de la angiografía fluoresceínica
A finales de la década de los 30 Lee Allen obtuvo las primeras fotografías en color con la ayuda de colorante de fluoresceína sódica mientras fluía a través de la cámara anterior. En 1940, el Dr. Kenneth Swan, realizó un estudio para observar la reacción del sistema circulatorio al administrar pilocarpina, atropina u otros medicamentos en la cámara posterior del ojo. Para ello inyectaron fluoresceína sódica en la oreja de los conejos con los que trabajaron para poder observar la reacción de los medicamentos en la circulación sanguínea en la retina.
En la década de 1950 se había observado que el tinte de fluoresceína ayudaba a visualizar mejor el sistema circulatorio de la retina con la ayuda de las cámaras de fondo de ojo pero no es hasta 1960 que Novonty y Alvis publican la primera técnica realmente útil a la hora de realizar una angiografía fluoresceínica en humanos
Por otra parte, la utilización del verde indocianina en oftalmología fue descubierta, en 1968, por el fotógrafo Earl Choromokos y el neurólogo Kyuya Kogure. Mediante su experimento en monos se consiguieron las primeras fotografías de la circulación coroidea. Entre 1968 y 1969 se probó el uso de la indocianina en humanos por vía intravenosa sin lograr obtener buenos resultados, debido a las limitaciones tecnológicas. En 1972, Flower y Hochheimer realizan la primera indocianina verde por vía intravenosa de manera exitosa en humanos tras modificar el color de la película usada (blanco y negro) por el infrarrojo. 
Después de los descubrimientos y los avances realizados en ambos métodos se aplicaron muchas innovaciones tecnológicas, como la mejoría de los filtros o la captura y almacenamiento digital.

## Tomografía de coherencia óptica (OCT)
La tomografía de coherencia óptica (OCT) es una técnica de exploración oftalmológica moderna que se aplica para estudiar el segmento anterior y posterior. Actualmente se utiliza principalmente para la obtención de imágenes de la retina, ya que se trata de una técnica no invasiva que sirve para la exploración en detalle de las partes de la retina, concretamente de la mácula y el nervio óptico.
La OCT es una técnica que permite obtener imágenes tomográficas de tejidos biológicos con una elevada resolución. Su funcionamiento se basa en la realización de cortes transversales micrométricos mediante la luz sobre el tejido a estudiar, llegando a alcanzar una resolución de hasta 10-20 micras. Este principio es similar al utilizado en un ecógrafo, con la diferencia que el OCT utiliza la luz y el ecógrafo las ondas acústicas. Su principal ventaja es que la luz incide de forma directa sobre el tejido, para ello se necesita un medio suficientemente transparente para detectar la señal.
La OCT ha supuesto un gran avance en el estudio de la retina, ya que es de gran ayuda para la detección de posibles patologías retinianas. También al ser una técnica no invasiva, cómoda y que se puede realizar a cualquier edad, es una opción muy recomendable para el seguimiento de la evolución de las posibles alteraciones retinianas.
Por otro lado, en el estudio del segmento anterior del ojo el OCT puede ofrecer información sobre determinadas enfermedades corneales o ayuda en la preparación de un paciente para la cirugía láser.

### Historia de la OCT
El desarrollo del primer OCT fue realizado por James G Fujimoto y David Huang basándose en la interferometría de frecuencia baja, que fue desarrollada por Michelson en 1887. Inicialmente esta técnica fue utilizada en la oftalmología para las medidas de la longitud axial del ojo.
En 1989 Fujimoto y Huang realizan la primera imagen retiniana y en 1994 se consigue capturar las primeras imágenes in vivo con el primer prototipo de OCT en la university Medicine School en Boston.
La primera compañía en sacar el instrumento al mercado fue Zeiss en 1996 con el nombre de OCT1. En 2002 comercializaron el OCT3 el cual permite un escaneo más rápido y una mayor resolución. En 2006 se creó el OCT de dominio espectral que era muchísimo más rápido y con mayor calidad de imagen que los modelos vistos hasta la fecha.
El método original, Tomografía de coherencia óptica de Dominio de Tiempo (TD-OCT), se basa en la codificación de la ubicación de cada reflexión en la información de tiempo que relaciona la posición del espejo de referencia móvil a la ubicación de la reflexión. En cambio, el OCT de dominio espectral (SD-OCT) adquiere toda la información en un solo barrido axial a través del tejido y detecta todos los ecos de luz de diferentes retardos mejorando simultáneamente la velocidad de imagen. Se evalúa el espectro de frecuencia entre la luz reflejada y un espejo de referencia estacionario.
Una variedad del OCT de dominio espectral es el “Swept-Source OCT” (SS-OCT), que utiliza una fuente láser que modula múltiples longitudes de onda discretas para generar el interferograma espectral usando un solo fotodetector. Dado que las longitudes de onda se separan antes de la adquisición, el procesamiento de datos se simplifica y permite un escaneo aún más rápido. Este OCT permitió mejorar las imágenes 3D de la retina.
Los avances en la resolución de tejidos en las imágenes obtenidas en el OCT han permitido que este instrumento se utilice para procedimientos como cirugías quirúrgicas vítreo-retinianas, modificación de lentes intraoculares o terapias vasculares con láser. Incluso el uso del OCT se está expandiendo al análisis de afecciones neurológicas.

### Tipos de OCT
Encontramos, principalmente, dos tipos de OCT: el OCT de Dominio de Tiempo (TD-OCT) y el OCT de Dominio Espectral (SD-OCT). A continuación, se describe el funcionamiento de cada uno.

#### Funcionamiento TD-OCT
El OCT funciona como un ecógrafo con la diferencia que se basan en la utilización de la luz lo que permite que la resolución de las imágenes sea 10 veces superior a un ultrasonido. El principio de interferometría de baja coherencia en el que se basa es un método que puede ser empleado para medir distancias con alta precisión midiendo la luz reflejada en los tejidos. La OCT es un método ideal dado el fácil acceso de la luz al ojo, pero también presenta una gran desventaja, ya que la luz se refleja o es absorbida por la mayoría de los tejidos biológicos, por lo tanto, el OCT se limita a los órganos accesibles ópticamente.
En el momento del examen el aparato proyecta un rayo de luz hacia el tejido del cual se quiere obtener la imagen. La retina es medida por el OCT recopilando el retraso en el eco de la luz al ser reflejado. Este proceso se consigue realizando medidas axiales sucesivas en diferentes posiciones transversas. El resultado final es una imagen topográfica bidimensional de la retina.
El sistema óptico del OCT está formado por un interferómetro de Michelson el cual suma dos ondas electromagnéticas en dos rayos de luz: el de referencia y el de señal.
El interferómetro de Michelson está compuesto por una fuente de luz, un divisor de haces de luz, un espejo de referencia y un detector. La fuente de luz se trata de un láser de diodo que emite un haz luminoso de banda ancha en el espectro infrarrojo (820 - 830 nm). El haz del láser se divide en dos al pasar por el divisor, uno irá al espejo de referencia, el cual se encuentra a una distancia conocida, y el otro a la retina. A continuación, se compara la luz reflejada desde la retina con la luz reflejada por el espejo de referencia y cuando los dos coinciden se produce el fenómeno de interferencia que es captado por el detector.
El fenómeno de interferencia se produce cuando los campos de ambos rayos se adicionan constructiva o destructivamente en función de la fase relativa de sus oscilaciones.
Al saber la distancia a la que se encuentra el espejo de referencia, se determina la distancia a la que se encuentra la retina al producirse la interferencia entre ambos haces de luz (el reflejado en el espejo de referencia y el formado en la retina). Si se varía la posición del espejo de referencia, podremos medir los ecos de luz de las diferentes partes de la retina. 
Por último, con las diferentes distancias recibidas por el fenómeno de interferencias se realiza una gráfica y se obtiene una imagen en sentido axial (A-Scan). Las múltiples A-Scan permiten la formación de una imagen bidimensional (2D).

#### Funcionamiento SD-OCT
El funcionamiento de ambos tipos de OCT son muy similares, la principal diferencia reside en el procesamiento de la información reflejada. En el TD-OCT se utiliza un fotodetector, en cambio, en el SD-OCT se utiliza un espectrómetro, compuesto por una red de transmisión y una lente de focalización aire-espacio, donde la información es analizada por patrones de interferencia. Dicha información es transformada en imagen mediante el principio de Fourier.
Mediante este método posibilita capturar señales más débiles y analizar imágenes más extensas de la retina a una mayor resolución y con una mayor rapidez a la hora de adquirir la información para la formación de las imágenes. En este tipo de OCT la visualización de las imágenes pasan a ser en 3D y permite la creación de video.

## Tomógrafo Retinal de Heidelberg (HRT)
El tomógrafo Retinal de Heidelberg (HRT) es un oftalmoscopio de láser confocal que escanea el fondo de ojo en exploraciones secuenciales. En el examen no es necesario el uso de midriáticos, ni presenta efectos secundarios posteriores a la prueba. El HRT proporciona una imagen topográfica y reflectiva del disco óptico y la capa de fibras nerviosas. El instrumento captura imágenes paralelas empezando por la superficie de la retina y a continuación captura capas cada vez más profundas.  Estas imágenes se pueden utilizar para formar una imagen tridimensional de la retina y la cabeza del nervio óptico. Estas imágenes 3D proporcionan datos objetivos, cuantitativos y precisos sobre la retina y la cabeza del nervio óptico observados, como pueden ser el área de disco óptico, el área de la copa, el área del anillo neurorretiniano, la relación copa-disco, el radio lineal copa-disco, el volumen de disco, el volumen de copa, el volumen de anillo, el volumen de la relación copa-disco y el promedio de espesores de capa de fibras nerviosas de la retina inferior y superior. La principal función del HRT es la detección precoz de pacientes con glaucoma y su posterior seguimiento. También se puede utilizar para realizar una evaluación y un posterior seguimiento de patologías de la mácula y retina, como pueden ser un desprendimiento de retina o un edema macular.

### Historia del HRT
La primera versión del tomógrafo retinal de Heidelberg fue desarrollada en 1991 y se basó en el primer modelo comercial de oftalmoscopio de escaneo confocal. Este primer modelo se utilizaba principalmente para investigación. En 1999, se comercializa el HRT II el cual ya deja de estar tan enfocado en el uso en investigación y comienza a ser más aceptado para el uso clínico, ya que el modelo II añadió el enfoque y escaneo automatizados para la adquisición de imágenes. Actualmente ya se ha desarrollado la versión III, la cual está aún más automatizada que el modelo anterior y proporciona con mayor exactitud los parámetros que se quieren examinar.

### Funcionamiento
El HRT utiliza un láser diodo con una longitud de onda de 670 nm y crea una imagen tridimensional de secciones ópticas consecutivas y equidistantes de hasta 2.5 mm de profundidad.
En este sistema el rayo láser se enfoca a un punto de la retina. La luz reflejada desde ese punto es separado del rayo láser incidente, y desviado a un detector. Esto permite medir la luz reflejada solo en un punto individual del objeto. Para producir una imagen bidimensional, el rayo láser de iluminación se desvía periódicamente en dos dimensiones perpendiculares al eje óptico mediante espejos de exploración. Por lo tanto, el objeto se escanea punto por punto secuencialmente en dos dimensiones. El instrumento realiza 3 series de barridos de 32 cortes tomográficos equidistantes.
El HRT proporciona 3 tipos de imágenes: topográfica, reflectiva y en 3D. La imagen tomográfica es la obtenida al escanear el disco óptico y la capa de fibras nerviosas, la imagen reflectiva es la suma de los 32 planos y la imagen 3D es obtenida a partir de 64 secciones a diferentes profundidades del plano focal en la cabeza del nervio óptico y 148.000 mediciones de la altura de la superficie retinal.

### Tipos de HRT

#### HRT I
La primera generación de HRT permite obtener 32 imágenes en sección óptica independientemente de la profundidad de exploración y tiene una resolución axial variable de 62 a 128 µm entre las secciones ópticas. Debido a la rápida evolución tecnológica dio como resultado a la creación de nuevas generaciones de este instrumento.

#### HRT II
Este tipo de HRT utiliza un módulo de análisis para glaucoma denominado análisis de regresión de Moorfields (MRA). Este sistema toma los valores medidos del nervio óptico para analizar la probabilidad de glaucoma del ojo que se esté examinando, y estos se comparan con una base de datos de 112 individuos de raza caucásica. Una ventaja del MRA es que puede ser utilizado para comparar las áreas del borde neurorretiniano en seis sectores correspondientes a las áreas del campo visual y proporcionar una comparación global de los datos. Los seis sectores que se utilizan son: temporal, temporal superior, temporal inferior, nasal, nasal superior y nasal inferior. Como el glaucoma tiende a afectar las zonas inferior temporal y superior temporal del disco, se trata de una herramienta útil, ya que ayuda a detectar la pérdida axonal temprana en estos sectores.

#### HRT III
El diseño del HRT más reciente es el HRT III el cual incluye una base de datos mucho más específica en sus parámetros de clasificación. Esta versión del HRT incluye el sistema de Glaucoma Probability Score (GPS) en vez del MRA. El GPS utiliza una base de datos más amplia que el MRA, ya que incluye 733 pacientes de raza caucásica, 215 pacientes de ascendencia africana y 100 de ascendencia india. El GPS permite medir el tamaño y la profundidad de la copa, la inclinación del anillo, las curvaturas globales, sectoriales horizontales y verticales. Mediante estas medidas calcula la probabilidad de posibles anomalías estructurales..

## Analizador de fibras nerviosas de la retina (GDx)
El GDx o analizador de fibras nerviosas de la retina es un polarímetro láser que permite obtener imágenes de la retina basándose en las propiedades polarizantes de la capa de fibras nerviosas de la retina.
Este aparato utiliza un láser de diodo que emite en la región cercana al infrarrojo para medir el grosor de la capa de fibras nerviosas. La luz polarizada atraviesa la capa de fibras nerviosas de la retina. Los axones de esta capa tienen una propiedad birrefringente que hace que la luz polarizada experimente un cambio de fase. La cantidad de cambio de fase es directamente proporcional al grosor de la capa de fibras nerviosas (Glaucoma Associates of Texas). El instrumento determina el grosor de la capa de fibras nerviosas midiendo el retardo total en la luz reflejada por la retina a través de un detector.
Se trata de un test fácil de usar, que proporciona un diagnóstico bilateral y sin necesidad de dilatar las pupilas del paciente. Es un instrumento preciso, rápido y los resultados son fáciles de interpretar. Permite examinar a los pacientes sospechosos de glaucoma y también a todos aquellos que presentan hipertensión ocular. Es un instrumento muy útil a la hora de hacer un seguimiento a este tipo de pacientes.

### Historia del GDx
El analizador de fibras nerviosas se comenzó a utilizar en la práctica clínica entre 1993 y 1994. En 1997 se comenzó a comercializar. El modelo de 1997 mejoraba la reproducibilidad en sus resultados y también mejoraba la capacidad de medir la capa de fibras nerviosas retinales. En 2002 se introdujo la compensación corneal variable (VCC) que mejoraba la capacidad de diagnóstico.  Conforme han ido pasando los años se han ido mejorando diferentes apartados del aparato como el hardware y software del sistema, la base de datos e incluso mejorar aún más la reproducibilidad de las mediciones.

### Tipos de GDx
La polarimetría láser de barrido es básicamente un oftalmoscopio láser de barrido confocal con un elipsómetro integrado para medir el retraso y determina el grosor de la capa de fibras nerviosas de la retina. Existen 3 modelos que se rigen por el mismo principio de polarización láser. Estos tres modelos son el GDx con compensación fija (GDx - FCC), con compensación corneal variable (GDx - VCC) y con compensación corneal mejorada (GDx - ECC).

#### GDx - FCC
El analizador de fibras nerviosas con compensación fija fue la primera generación de GDx. Como su propio nombre indica al ser de compensación fija aplica el mismo eje corneal para todos los pacientes, lo que genera que se haga más lenta la birrefringencia en todos los casos. Sin embargo, más tarde se descubrió que el eje y la magnitud son variables para cada individuo y que el uso de una compensación fija puede no tener en cuenta adecuadamente las variables.

#### GDx - VCC
La segunda generación del aparato permite la compensación específica de la birrefringencia del segmento anterior del ojo. El GDx VCC mide y compensa individualmente la birrefringencia del segmento anterior, utilizando a la mácula como polarímetro intraocular. Debido a la compensación específica la segunda generación presenta una mayor sensibilidad y especificidad para detectar cambios en la capa de fibras nerviosas de la retina respecto a la primera.

#### GDx - ECC
Este instrumento fue desarrollado para mejorar la calidad de imagen y los resultados eliminando los artefactos asociados al principio de birrefringencia ocular. El algoritmo de compensación corneal mejorada (ECC) se implementa en el GDx - VCC mediante una modificación de software. Esta actualización permite tener en cuenta las irregularidades anatómicas de las microestructuras y de esta manera obtener mejores resultados.